# Jörg Lange
Jörg Lange (* 1959) ist ein deutsch-burkinischer Wasserbauingenieur und Entwicklungshelfer. 2018 wurde er von dschihadistischen Terroristen in Niger entführt und nach 1702 Tagen freigelassen. Seine Geiselhaft ist die längste, die ein deutscher Staatsbürger jemals überlebt hat.

## Persönliches
Jörg Lange wuchs in Düsseldorf auf und lebt heute in Nordrhein-Westfalen und Ouagadougou. Für Organisationen der Entwicklungszusammenarbeit arbeitete er als Ingenieur in Burkina Faso, Mali, Niger, Kamerun, DR Kongo und Haiti. Jörg Lange ist mit Alimata Ouedraogo (* um 1968) verheiratet, von der er seit 2008 getrennt lebt. Mit ihr hat er vier Kinder.
Jörg Lange bekennt sich zum Wahrheitsgehalt der Bibel und gehört der Evangelischen Kirche an.

## Humanitäres Engagement
Jörg Lange gründete 2009 den Verein  FATHIMA e.V. mit Sitz in Bad Honnef, der in Burkina Faso Kinder in Schwierigkeiten unterstützt und speziell Ausbildung für Mädchen und junge Frauen fördert. Aus seiner Erfahrung des Hungers in Geiselhaft sieht er es heute als seine Lebensaufgabe an, bedürftige Kinder in Burkina Faso in ihrem Werdegang zu fördern.

## Entführung
Als Landesdirektor der Hilfsorganisation Help - Hilfe zur Selbsthilfe e.V. in Niger wurde Jörg Lange am Nachmittag des 11. April 2018 während der Rückfahrt von einem Flüchtlingscamp in Inatès nahe der Grenze zu Mali gewaltsam von dschihadistischen Terroristen überfallen, entführt und nach Mali verschleppt. Er wurde von den beiden Führern des ISGS (Islamischer Staat im Großraum der Sahara) Abdou Hakim al Sahraoui und Abou Walid al Sahraoui im Sahel und in der Sahara in Geiselhaft gehalten. Mit den beiden Führern des ISGS führte er dabei zahlreiche Gespräche.
Während seiner Geiselhaft entkam Jörg Lange nach einer theologischen Auseinandersetzung mit einem salafistischen Imam über die Menschwerdung Gottes nur knapp einer Hinrichtung wegen Blasphemie.
Such- und Befreiungsaktionen des KSK (Kommando Spezialkräfte) blieben ergebnislos.
Am 7. Dezember 2022 wurde Jörg Lange arabischen Vermittlern übergeben, die ihn nachts nach Gao, Mali, fuhren und dem malischen Militär überstellten. Am 9. Dezember 2022 erreichte Jörg Lange gegen 21:00 Uhr unter dem Schutz deutscher Sicherheitskräfte den Flughafen Köln/Bonn.

## Auftreten in der Öffentlichkeit
Nach seiner Befreiung aus Geiselhaft lehnte Jörg Lange zunächst jedes Auftreten in der Öffentlichkeit ab. Im Juli 2023 berichtete er in einem Interview in „Der Spiegel“ über seine Entführung und Geiselhaft.
Nach einigen Vorträgen und Presseartikeln sprach Jörg Lange am 6. Juni 2025 in der Sendung „Nachtcafé“ des SWR über seine Entführung und Geiselhaft.
Die Veröffentlichung seines Buchs „Satan im Wüstensand“ ist für 2025 geplant.
Johannes Preuss arbeitet an dem Dokumentarfilm „1.702 Tage“.